# Gene Relationships Across Implicated Loci
 (juin 2018).
Pour les articles homonymes, voir GRAIL.
Gene Relationships Across Implicated Loci (GRAIL) (trad. Relations de Gènes au Travers des Loci Impliqués) est une application en ligne gratuite développée par le Broad Institute dans le but de déterminer les relations entre des gènes pour différents loci associés à des maladies via une analyse statistique.

## Mode de fonctionnement
Quand des polymorphisme nucléotidique (SNPs,  single-nucleotide polymorphisms) sont identifiés au travers d'une étude d'association pangénomique (GWAS, genome-wide association study) comme étant potentiellement liés a une pathologie humaine, GRAIL compare ces SNPs avec ceux déjà identifiés dans la littérature scientifique comme étant rattachés a cette maladie (en utilisant un algoritme de fouille de textes parcourant les abstracts dans PubMed) , et détermine le degré de connectivité fonctionnelle entre les gènes associés. Les SNPs identifiés avec cette méthode ont été démontrés comme étant répliqués dans des échantillons indépendants à un taux bien plus élevé que ceux sélectionnés au hasard. GRAIL a aussi démontré de meilleures performances que les autres algorithmes publiés.
 Cependant, le logiciel est toujours en phase test, et a montré des niveaux de succès variables selon le phénotype en question.